# Salahuddin Ahmad
Salahuddin Ahmad est un juriste bangladais, le 12e procureur général du Bangladesh du 13 juillet 2008 au 12 janvier 2009, et un éminent avocat pratiquant à la Cour suprême du Bangladesh.

## Carrière
Ahmad a été nommé après que Fida M. Kamal, le procureur général de l'époque, a démissionné de son poste à la suite d'une série de désaccords avec le gouvernement sur un certain nombre de questions. Ahmad lui a succédé le 13 juillet 2008. Dans sa réaction à bdnews24.com, Ahmed a déclaré : « Pour l'instant, c'est un travail avec une grande responsabilité. En raison de la situation politique actuelle, il serait plus difficile qu'avant de s'acquitter de cette responsabilité. Le temps nous dira si je serai en mesure de remplir les fonctions ».
Après que la Grande Alliance (en) dirigée par Sheikh Hasina, leader de la Ligue Awami, a formé un nouveau gouvernement le 6 janvier 2009, Salahuddin Ahmad a présenté sa démission au ministre de la loi, conformément à la tradition selon laquelle le procureur général démissionne après l'entrée en fonction d'un nouveau gouvernement. Ahmad a été remplacé par Mahbubey Alam.
Il a obtenu une licence en économie à la London School of Economics en 1969, une maîtrise à l'université de Londres en 1970 et un master en droit à la Columbia Law School en 1984. Ahmad a enseigné l'économie à l'université de Dacca dans les années 1970 et a été associé au cabinet d'avocats Dr Kamal Hossain & Associates. Il a été nommé directeur de la faculté de droit de l'université d'Asie-Pacifique (en) pour deux ans au cours de l'année 2018. Il a enseigné plusieurs modules au niveau de la licence en droit et du master en droit.
Depuis 2019, il est directeur indépendant de la compagnie d'assurances Deltalife Bangladesh.

## Vie privée
Son père, Sultan Uddin Ahmed, a été gouverneur de ce qui était alors le Pakistan oriental en 1958.